# Leonel Fernández
Leonel Fernández (Santo Domingo, 26. prosinca 1953.)  odvjetnik, akademik, bivši predsjednik Dominikanske Republike.
Leonel Fernández rođen je 1953. godine u glavnom gradu Dominikanske Republike Santo Domingu. Njegov otac je José Antonio Fernández Collado a majka Yolanda Reyna Romero. Obitelj se preselila u Sjedinjene Američke Države, gdje je Leonel proveo većinu svog djetinjstva i tinejdžerskih godina.  Živio je u dijelu New Yorka poznatom po velikom broju Dominikanaca.  Nakon što je završio srednju školu, vratio se u svoju domovinu i počeo studij prava u Universidad Autónoma de Santo Domingo. U međuvremenu postao je član Dominikanske oslobodilačke stranke, a na poziv bivšeg predsjednika Juana Boscha iz Dominikanske revolucionarne stranke bio je kandidat za potpredsjednika ali nije izabran.
Na predsjedničkim izborima 1996. godine u prvom izbornom krugu osvaja drugo mjesto s 38,9% glasova dok je prvi bio José Francisco Peña Gómez iz Dominikanske Revolucionarne stranke s 45,9%. U drugom izbornom krugu osvaja 51,3% glasova i pobjeđuje Gómeza te postaje predsjednik Dominikanske Republike. Na izborima 2000. godine Fernández nije bio u mogućnosti da se kandidira za uzastopni mandat jer mu Ustav iz 1994. nije to dopuštao.
Na predsjedničkim izborima 2004. godine pobijeđuje već u prvom krugu Hipólita Mejia iz Dominikanske Revolucionarne stranke. Fernández je osvojio 57,1% glasova te tako po drugi puta postaje predsjednik. Pošto je u međuvremenu promijenjen Ustav Fernández je dobio prigodu da se kandidira i na izborima 2008. godine na kojima pobijeđuje u prvom krugu s osvojenih 53,83% glasova i tako po treći puta postaje predsjednik Dominikanske Republike.

## Vanjske poveznice
- Biografija  Arhivirana inačica izvorne stranice od 2. listopada 2011. (Wayback Machine)